# Mai Yajima
Mai Yajima (矢島舞依 Yajima Mai?) es una cantante japonesa de heavy metal. Desde su debut en 2013 ha lanzando dos álbumes de estudio, 6 EPs y 5 singles.

## Biografía
Yajima nació el 28 de abril en Sōja, prefectura de Okayama. Más tarde se mudó a Kioto. Creció escuchando música enka y canciones de anime. También escuchaba bandas japonesas de visual kei y metal.
Se trasladó a Tokio para empezar a trabajar como actriz de doblaje, pero finalmente decidió convertirse en cantante. Su sencillo debut, "Kodou" (鼓動, "Pulso"), fue lanzado en enero de 2014. La canción principal se utilizó como tema final para la adaptación de acción real del manga Nijimaru Rangers (疾風・虹丸組). Le siguió el lanzamiento de "Signal" (シグナル) en agosto de 2014 y "Youzai" (有罪) en abril de 2015.

El logotipo de Mai Yajima

Desde enero de 2016 actúa con una banda de acompañamiento. "The Un-Dead", su primer EP, fue lanzado en junio de 2016. Le siguieron "Bloodthirsty" en enero de 2017 y "Innocent Emotion" en diciembre de 2017. Su primer álbum de larga duración, Vampiress, fue lanzado en octubre de 2018. Le siguieron tres EP: «Hell on Earth» (2020), «Heaven Knows» (2020)  y «Heretical Soul» (2021). "Heretical Soul" ocupó el puesto número 7 en la lista semanal de álbumes indies de Oricon. Su segundo álbum de larga duración, Metamorphose, fue lanzado en mayo de 2022, debutando en el puesto número 4 en la lista de álbumes indies.

## Influencias
Según Yajima, gracias a su abuelo creció escuchando a cantantes de enka, como Nana Mizuki, Sayuri Ishikawa, Harumi Miyako, Fuyumi Sakamoto, pero también a la banda de heavy metal Onmyo-za. Luego, comenzó a escuchar bandas de visual kei, como The Gazette, Dir En Grey, Sid, D y Girugamesh. También mencionó que disfruta de las bandas occidentales: Slipknot, The Agonist y Korn.

## Personal de la banda
- Tsuyoshi Ōnishi – bajo
- Shimobe KC – batería
- ShinyA – guitarra
- Kazuma – guitarra

## Discografía

### Álbumes de estudio
- Vampiress (2018)
- Metamorphose (2022)

### EPs
- "The Un-Dead" (2016)
- "Bloodthirsty" (2017)
- "Innocent Emotion" (2017)
- "Hell on Earth" (2020)
- "Heaven Knows" (2020)
- "Heratical Soul" (2021)

### Singles
- "Kodou" (2014)
- "Signal" (2014)
- "Youzai" (2015)
- "Vampire Maiden" (2016)
- "Second Dead" (2018)